# 1830

## أحداث
- تأسيس مدينة الزقازيق وتقع حاليا في مصر.
- تأسيس مدينة سان كريستوبال وتقع حاليا في كوبا.
- تأسيس مدينة نارساك وتقع حاليا في جرينلاند.
- 9 ديسمبر: تأسيس مدينة إنداياتوبا وتقع حاليا في البرازيل.
- نهاية حرب جاوة في 1830 والتي بدأت في 1825.
- بداية الغزو الفرنسي للجزائر في 1830 والتي انتهت في 1847.
- بداية ثورة نوفمبر في 29 نوفمبر 1830 والتي انتهت في 21 أكتوبر 1831.
- بداية المقاومة الشعبية الجزائرية ضد فرنسا في 5 يوليو 1830 والتي انتهت في 5 يوليو 1962.

### يناير - مارس
- في 26 مارس نشر كتاب مورمون.

### يوليو- سبتمبر
- يوليو - بداية ظهور الطاعون في تبريز ومنه انتقل إلى بغداد ثم جنوب العراق والبصرة فالكويت ثم الخليج.
- 10 يوليو - استسلام مدينة الجزائر للقوات الفرنسية.
- في 27 يوليو، بداية ثورة يوليو في فرنسا (أنظر أيضا 1830 في فرنسا).
- في 2 أغسطس، تنازل شارل العاشر عن الحكم لصالح ولده الأكبر هنري.
- في 9 أغسطس، صار لويس فيليب الأول ملكا لفرنسا.
- في 13 أغسطس، صار فيكتور دو بروغلي رئيسا أولا لفرنسا.
- في 25 أغسطس، اندلاع الثورة البلجيكية.
- 11 سبتمبر - تأسيس جمهورية الأكوادور، وجعلها جزءا من كونفدرالية كولومبيا.

## مواليد
- آغا خان الثاني
- أديسون براون
- أوكوبو توشيميتشي
- إيميلي ديكنسون
- الخديوي إسماعيل
- بول فون هايس
- جورج دبليو إيمري
- روبرت سيسل
- عبد السلام بن محمد العلمي
- فرانز جوزيف الأول
- فردريك ميسترال
- هيكتور مالو
- محمد كامل الطرابلسي

## وفيات
- أنطونيو خوزيه دي سوكريه
- توماس لورنس (رسام)
- جون باتيست جوزيف فورييه
- سيمون بوليفار
- فرانشيسكو الأول ملك الصقليتين